# Viola arcuata
Viola arcuata är en violväxtart. Viola arcuata ingår i släktet violer, och familjen violväxter.

## Underarter
Arten delas in i följande underarter:
- V. a. amurica
- V. a. arcuata
- V. a. verecunda